# 10586 Jansteen
10586 Jansteen (tên chỉ định: 1996 KY4) là một tiểu hành tinh vành đai chính. Nó được phát hiện bởi Eric Walter Elst ở Đài thiên văn La Silla ở Chile ngày 22 tháng 5 năm 1996. Nó được đặt theo tên Jan Steen, a genre painter thuộc Dutch Golden Age.